# Den femte kvinnan
Den femte kvinnan är en kriminalroman från 1996 av Henning Mankell. Romanen är den sjätte av tolv om poliskommissarie Kurt Wallander.

## Handling
Den femte kvinnan utspelar sig hösten 1994. En äldre herre hittas i en gillrad fångstgrop spetsad till döds på skarpvässade bambupålar, omsvärmad av kråkor. Kort efteråt försvinner en blomsterhandlare spårlöst och även han hittas avrättad i skogen. Kurt Wallander och hans kollegor förstår snart att dåden handlar om hämnd.